# Carolles
Carolles is een gemeente in het Franse departement Manche (regio Normandië) en telt 711 inwoners (2005). De plaats maakt deel uit van het arrondissement Avranches.

## Geschiedenis
Tot de 20e eeuw was Carolles een klein dorp van vissers en landbouwers. Aan het einde van de 19e eeuw ontwikkelde zich kusttoerisme. De plaats trok ook kunstenaars aan. Zo groeide in de loop van de 20e eeuw Carolles-Plage met villa's en hotels. In 1908 werd een kusttram geopend tussen Granville en Sourdeval die ook door Carolles reed.

## Geografie
De gemeente ligt in het noorden van de Baai van Mont Saint-Michel. De beek Crapeux mondt er uit in zee, op de gemeentegrens met Jullouville.
De oppervlakte bedraagt 3,85 km², de bevolkingsdichtheid is 169 inwoners per km².

## Demografie
Onderstaande figuur toont het verloop van het inwonertal (bron: INSEE-tellingen).

## Afbeeldingen

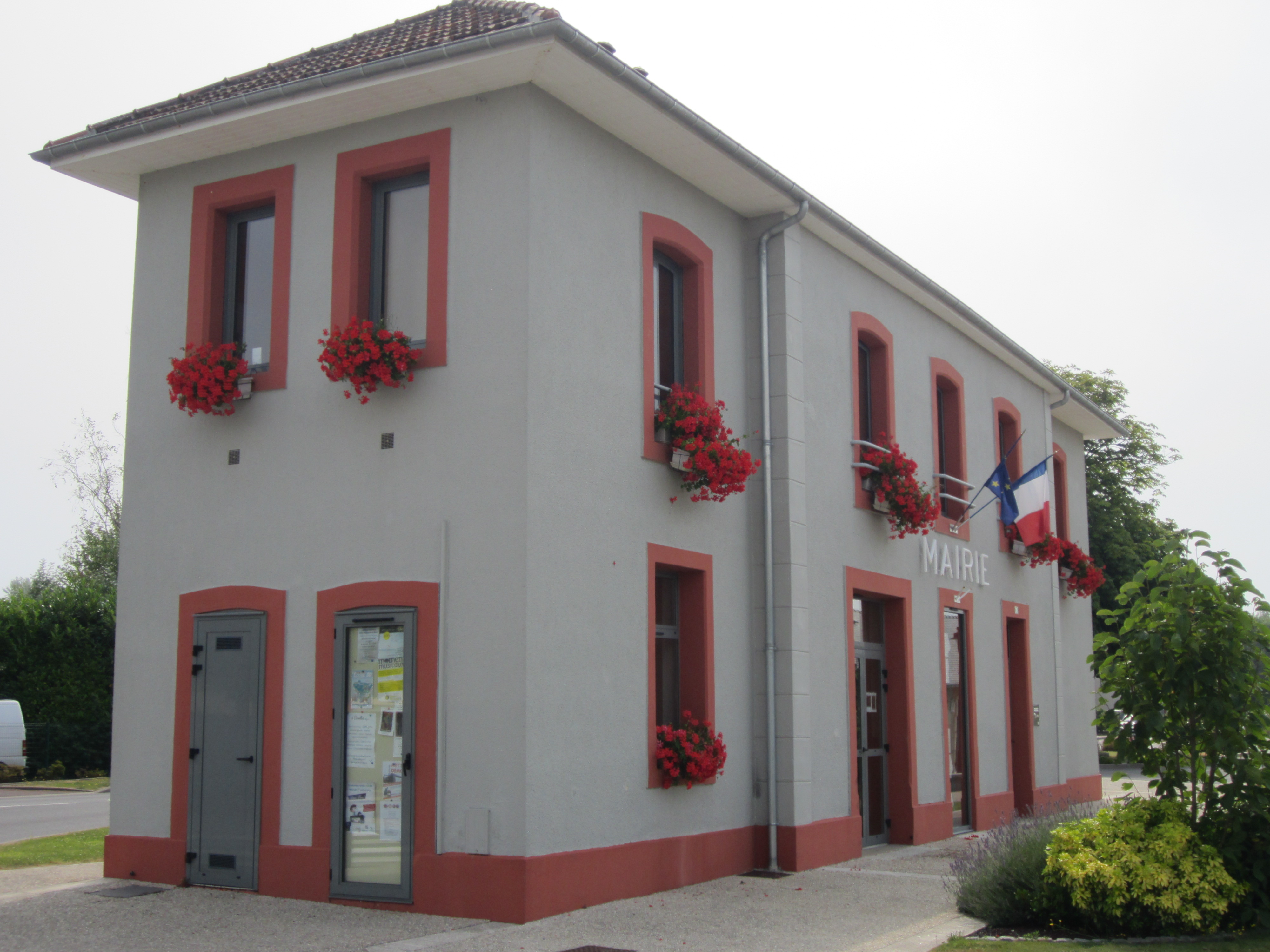
Gemeentehuis
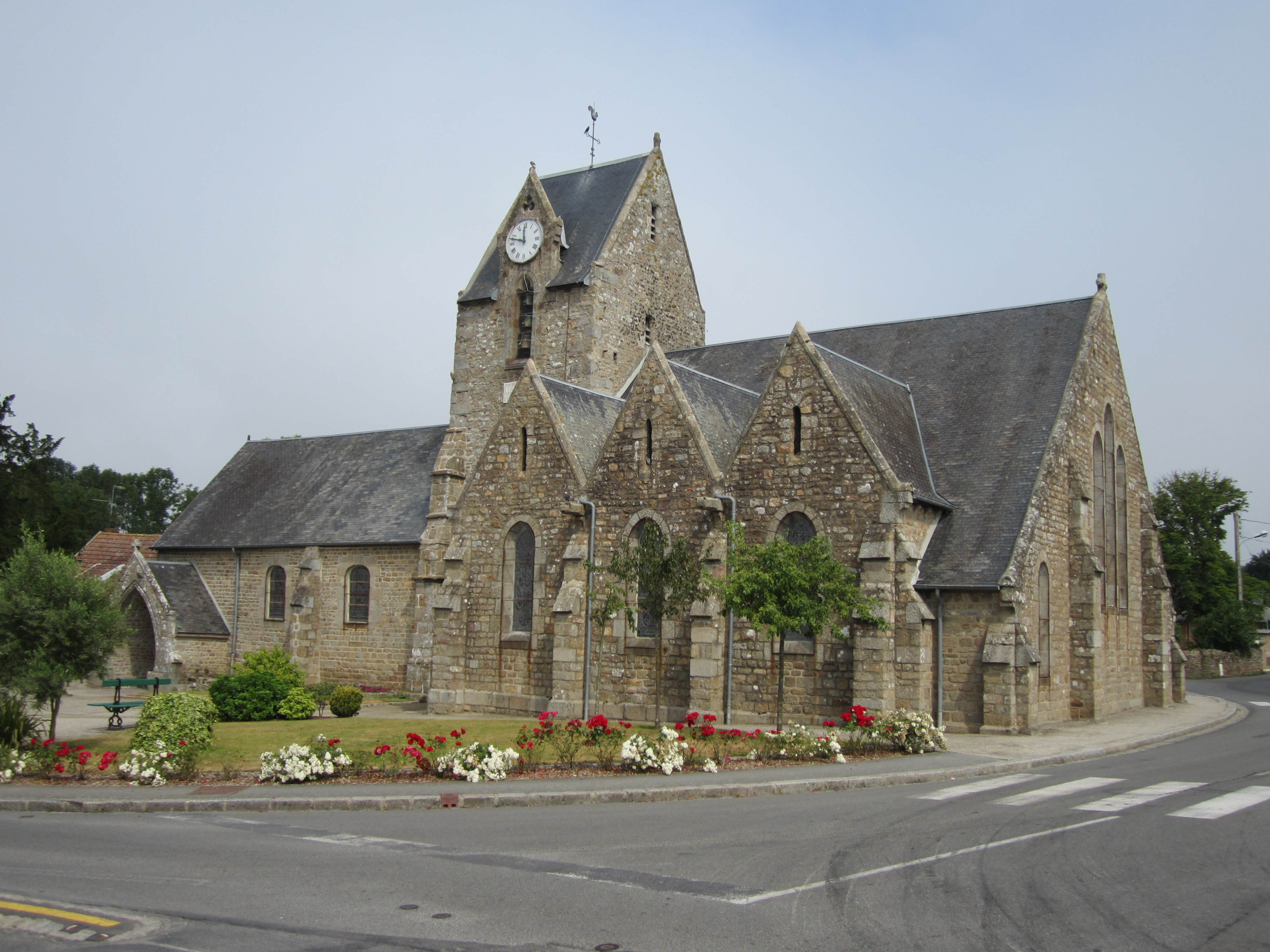
Église Saint-Vigor
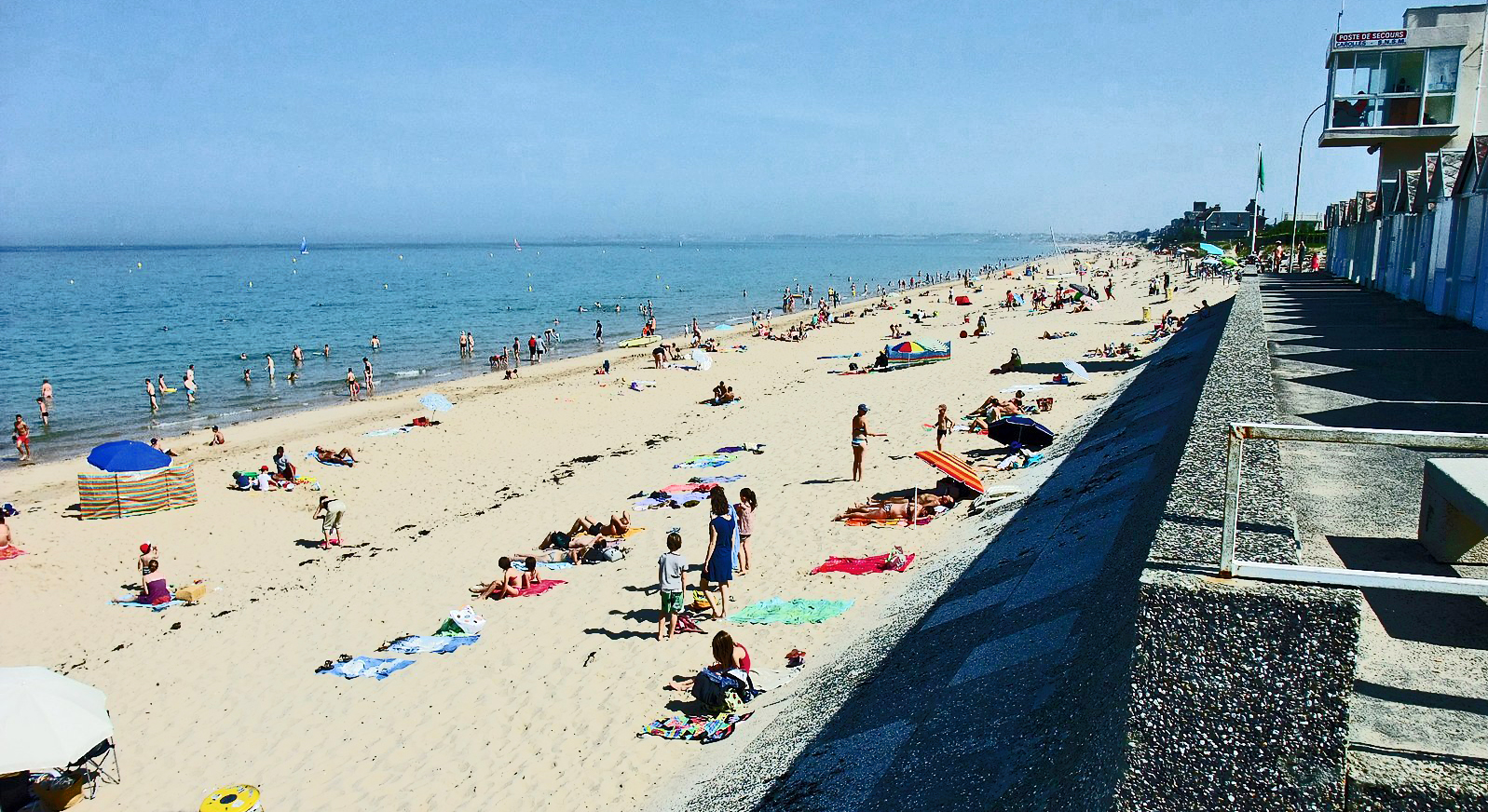
Strand